# Johann Heinrich Milz
Johann Heinrich Milz (* 21. November 1763 in Koblenz; † 29. April 1833 ebenda) war Weihbischof im Bistum Trier.

## Leben
Johann Heinrich Milz stammte aus einer Bäckerfamilie. Er studierte katholische Theologie am Priesterseminar in Trier und empfing am 21. Dezember 1786 die Priesterweihe. Er war drei Jahre lang als Gymnasiallehrer in Koblenz tätig und studierte anschließend Philosophie und Rechtswissenschaft an der Johannes Gutenberg-Universität Mainz und der Georg-August-Universität Göttingen. 1792 wurde er zum Kanoniker am Kollegiatstift St. Kastor zu Koblenz ernannt, 1804 wurde er Mitglied des Bischöflichen Geistlichen Rates in Koblenz. 1813 wurde er Präsident des Conseil ecclésiastique im französischen Département de Rhin-et-Moselle des Bistums Aachen, im gleichen Jahr auch Pfarrer in Koblenz. Seit 1816 wirkte er nebenamtlich als Königlicher Konsistorialrat in Koblenz.
Papst Leo XII. ernannte ihn 1825 zum Titularbischof von Sarepta und zum Weihbischof im Bistum Trier. Die Bischofsweihe spendete ihm am 23. April 1826 der Bischof von Trier, Josef von Hommer. 1828 wurde er zum Domkapitular am Trierer Dom gewählt, der ältesten Bischofskirche Deutschlands.
Ein Porträt Milz’, 1823 gemalt von Simon Meister, befindet sich heute im Koblenzer Mittelrhein-Museum.